# Hyphydrus ovatus
Hyphydrus ovatus är en skalbaggsart som först beskrevs av Carl von Linné 1761.  Hyphydrus ovatus ingår i släktet Hyphydrus och familjen dykare. Arten är reproducerande i Sverige. Inga underarter finns listade i Catalogue of Life.

## Bildgalleri

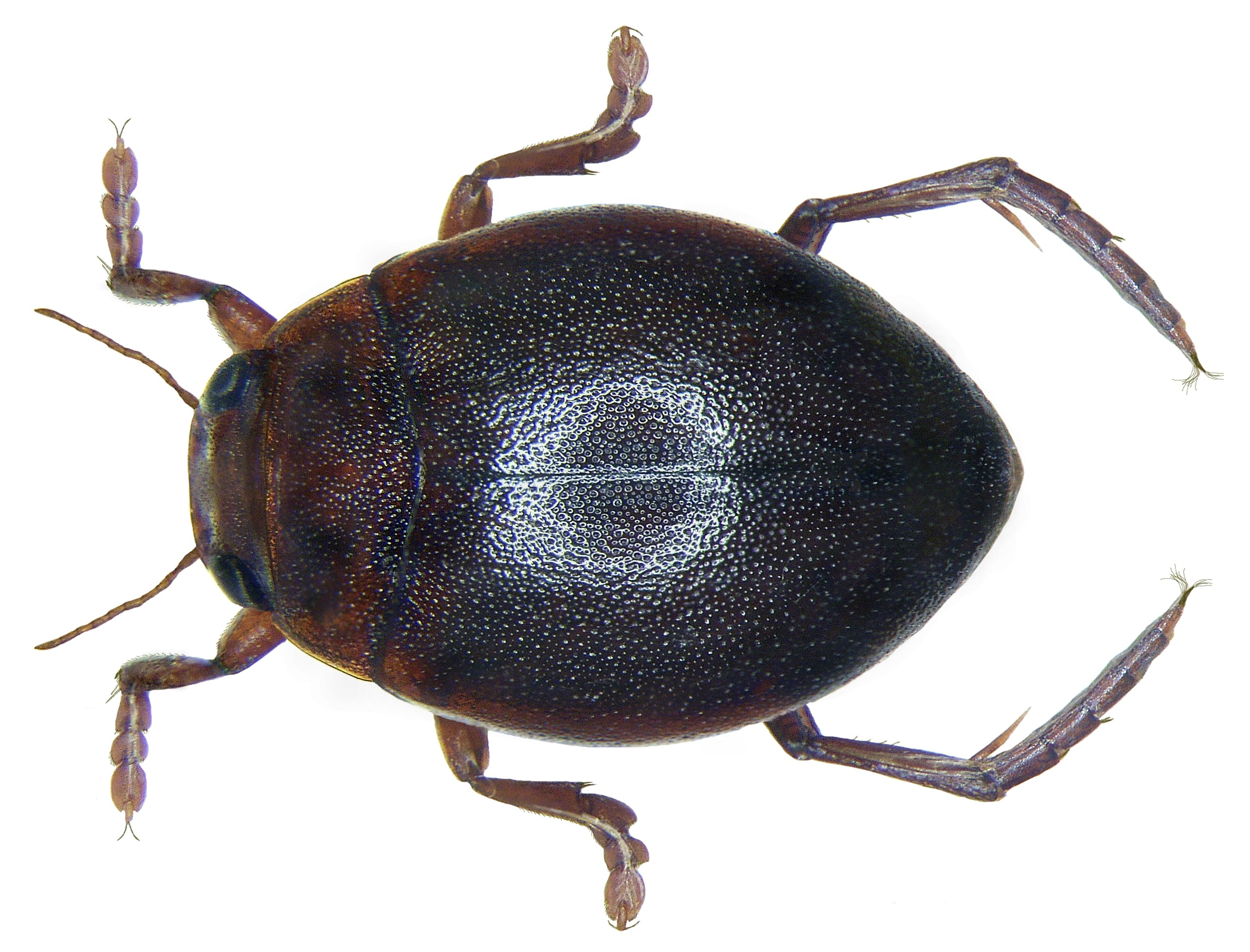
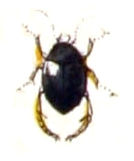